# テ04船団
テ04船団（テ04せんだん）は、太平洋戦争中に日本が運航した護送船団の一つで鉄鉱石輸送のため1944年（昭和19年）4月30日に海南島から日本へ出航したが、5月4日にアメリカ海軍の潜水艦の攻撃でほぼ全滅した。

## 背景
太平洋戦争前半、日本は占領した東南アジアの資源地帯とのシーレーン保護にそれほど大きな戦力を割いてこなかった。しかし1943年（昭和18年）後半から1944年初頭にかけてアメリカ潜水艦の攻撃による商船被害が増大したため、日本海軍の海上護衛総司令部は、大船団主義を採用して護送船団の編制を強化する方針を決めた。従前から石油輸送に関してはヒ船団と称する専用船団が編成されていたが、同じく重要資源である鉄鉱石についても、産地である海南島と日本本土の間で専用船団を編成することになった。
当時の日本は鉄鉱石の海外依存度が85％以上であったが、輸送船の消耗のために海上輸送が困難となり、1944年4月には輸入量がピーク時の半分近くまで減少してしまっていた。海南島は、当時の日本の勢力圏内で長江方面と並んで良質の鉄鉱石産地で、特に長江方面の制空権が連合国側に奪われてからは依存度が高まっていた。
こうして創設された鉄鉱石専用船団は、テ船団（テ号船団）と命名された。海南島に向かう往路は奇数、日本に帰る復路は偶数の船団番号を順次割り振る規定だったので、テ04船団という名称は復路2便目の鉄鉱石船団を意味することになる。
テ船団の運航は、船団速力9ノットの低速船団とされた。海南島に向かう往路は補給のため基隆に寄港し、復路は状況によって高雄に寄港することになっていた。護衛は第一海上護衛隊が担当した。
対するアメリカ海軍はガトー級潜水艦（改良型を含む）の量産が進み、日本の南方資源航路に対する通商破壊を強化していた。特に船団攻撃用の新戦術として、3隻の潜水艦でチームを組んだウルフパックの運用を開始していた。日本側もウルフパック戦術の存在に気付いていたが、十分な対策を講じることはできていなかった。

## 航海経過
テ03船団として海南島に到着した鉱石運搬船・一般貨物船6隻をもって、復路のテ04船団が編成された。護衛部隊もテ03船団から引き続きの特設砲艦「華山丸」と第1号海防艦で、華山丸艦長の市坪正雄少佐が船団の指揮を執った。輸送船はいずれも鉄鉱石を満載しており、合計で5万4千トン以上の鉄鉱石が積まれていた。
テ04船団は4月30日夕刻に海南島楡林港を、経由地の高雄に向かって出港した。最終目的地は八幡港とされた。途中の5月3日、馬公防備隊所属の敷設艇前島が合流し、護衛艦が3隻に増強された。付近を通過した航空機が敵潜水艦を目撃したとの情報がもたらされ、船団は警戒を強めた。同日夕刻には浮上中の敵潜水艦が目撃され、前島が攻撃に向かったが戦果は無かった。
5月3日夕刻時点で、テ04船団はアメリカの潜水艦バング、パーチー、ティノサの3隻から成るウルフパックに捕捉されていた。このウルフパックは、4日前にタマ17船団を襲撃して2隻を沈めたばかりであった。アメリカ潜水艦は、無線電話で連携しつつ攻撃を実行した。船団は高雄南西300kmの洋上を魚雷回避のため之字運動を行いながら警戒航行したが、5月4日午前0時過ぎ、まず貨物船豊日丸（大同海運：6436総トン）がティノサの発射した魚雷3発を受けて沈没した。船団は針路変更して逃れようとしたが、今度はバングの射線に入ってしまい、鉱石運搬船金嶺丸（東亜海運：5949総トン）が魚雷1発により撃沈された。護衛艦艇は爆雷による敵潜水艦制圧を試みたが、効果が無かった。
猛烈なスコールで視界が悪い中、船団は針路変更を繰り返しながら逃走したが、レーダーを駆使して浮上追撃するアメリカ潜水艦を振りきれなかった。貨物船大武丸（大阪商船：6440総トン）は自衛用に装備された機関銃で抵抗したが、4日午前1時半にティノサの魚雷攻撃を受けて船体が切断され、航行不能のため総員退去した。鉱石運搬船大翼丸（大阪商船：5244総トン）と貨物船昌龍丸（大連汽船：6475総トン）もパーチーの雷撃で夜明けまでに次々と撃沈されてしまった。
テ04船団唯一の生き残りとなった貨物船楡林丸（鹵獲船：6022総トン）は5月7日午前1時半に高雄へ到着した。なお、『第一海上護衛隊戦時日誌』によると、特設掃海艇「第3拓南丸」が5月3日夕刻に高雄から出撃して、4日から5日にかけてテ04船団のために対潜戦闘を実施している。

## その後
テ04船団の失敗による損失は日本にとって大きな痛手であった。沈没した5隻の積載していた鉄鉱石は、八幡製鐵所の3週間分の消費量に相当する量であった。さらに、輸送手段である貨物船の消耗も補充が困難であった。
その後のテ船団は緊急輸送が決定されたボーキサイト用のホ船団と船腹や護衛兵力が競合してしまい、一部の便を欠航しつつ運航された。『第一海上護衛隊戦時日誌』によると、5月14日に海南島に着いたテ05船団はテ06船団として日本に帰る予定だったが、ボーキサイト用のホ01船団に改編されてさらにシンガポールへ南下した。次のテ07船団も、ボーキサイト運搬に振り向けられることになり、基隆からマニラに寄って解散した。中止になったテ06船団の代わりに陸軍徴用船を鉄鉱石運搬に使うことになり、6月3日から13日にテ06A船団が楡林から門司へ航行していることなどが確認できる。